# James Simpson (militar)

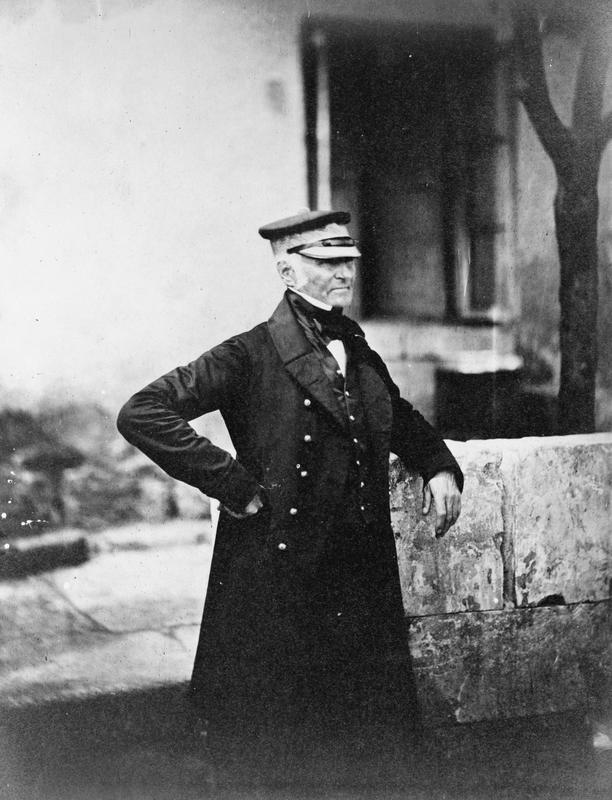
Sir James Simpson.

General Sir James Simpson GCB (1792 - 18 de abril de 1868) foi um general do Exército Britânico.

## Carreira militar
Educado na Universidade de Edimburgo, Simpson ingressou no 1º Regimento de Foot Guards em 3 de abril de 1811. Serviu com seu regimento durante a Guerra Peninsular e a Campanha de Waterloo, e em seguida, comandou o 29º Regimento de Infantaria em Maurício e Bengala.
Em 1839 casou-se com Elizabeth Simpson, filha de Sir Robert Dundas, barão de Beechwood, Midlothian. Ela morreu em 1840. Promovido a major-general em 11 de novembro de 1851, ele se tornou comandante Geral da South-West District no mesmo mês.
Em fevereiro de 1855, ele foi enviado para a Crimeia para atuar como chefe de gabinete do comandante do exército FitzRoy Somerset, que morreu em 28 de junho, e Simpson relutantemente assumiu o comando do exército. Ele renunciou em 10 de novembro, e foi sucedido por William John Codrington.